# Anglachgau
Der Anglachgau war eine frühmittelalterliche Gaugrafschaft im heutigen Nordbaden. Nach Pierer’s Universal-Lexikon von 1857 war es ein „kleiner Gau, an der Kraich und Salza, zwischen Philippsburg und Karlsruhe“.

## Bezeichnung
Der Name stammt von der Bezeichnung Anglach, den die Alamannen nach der Vertreibung der Römer dem Kinzig-Murg-Fluss zwischen Rastatt und Mannheim gaben. Teilweise ist auch die Bezeichnung Angelgau zu finden.

## Personen
Die bekannteste mit dem Anglachgau verbundene Persönlichkeit ist Gerold von Anglachgau (* um 730; † 799), der Stammvater der Geroldonen und damit vermutlich auch der der Konradiner, sowie dessen Tochter Hildegard (* 758; † 30. April 783) die auch Hildegard von Anglachgau genannt wurde.